# Сара Даніус
Марія Сара Даніус (швед. Sara Danius; 5 квітня 1962, м. Тебю — 12 жовтня 2019) — шведська літературна критикеса, фахівець в галузі літературознавства та естетики, професор естетики в університеті Седертерна, доцентка літератури в Уппсальському університеті.

## Життєпис
Марія Сара Даніус народилася 5 квітня 1962 року у шведському місті Тебю.
У 1986 році Даніус закінчила Стокгольмський університет. У 1989 році в Ноттінгемському університеті здобула ступінь магістра мистецтв в галузі літературознавства. У 1997 році їй була присуджена ступінь доктора філософії в університеті Дьюка, в 1999 році отримала диплом доктора філософії Уппсальського університету.
Сфера наукових інтересів: взаємозв'язки між літературою і суспільством, творчість письменників Марселя Пруста, Гюстава Флобера і Джеймса Джойса. У своїй докторській дисертації, захищеній у 1997 році і опублікованій в 2002 році у вигляді книги під назвою Technology, Perception and Aesthetics, вона розглядає твори Томаса Манна «Чарівна гора», М. Пруста «У пошуках втраченого часу» і Джеймса Джойса «Улісс» в новому світлі і вважає, що естетика цих робіт невіддільна від технологічних досягнень часу їх написання.
З 1986 року Даніус виступала як літературна критикеса на сторінках шведської газети Дагенс Нюхетер. З 2010 року — дійсний член Шведської королівської академії словесності.
У березні 2013 року Даніус була обрана членом шведської Академії наук, змінивши на цьому посту шведського письменника і літературознавця Кнута Анлунда (Knut Ahnlund) (1923—2012). Офіційна церемонія вступу Даніус на посаду відбулася в академії 20 грудня 2013 року.
У червні 2015 року Сара Даніус була призначена секретаркою академії, змінивши Петера Енглунда та стала першою у Швеції жінкою, що обійняла цей пост. Честь оголошення лавреата Нобелівської премії з літератури за 2016 рік дісталася Сарі Даніус.
Кілька років боролася з раком грудей. Померла 12 жовтня 2019 року.